# Cecil Knatchbull-Hugessen (4e baron Brabourne)
Cecil Marcus Knatchbull-Hugessen, 4e baron Brabourne (27 novembre 1863 - 15 février 1933) est un joueur de cricket et un pair britannique.

## Biographie
Knatchbull-Hugessen est né à Lowndes Square à Chelsea, le quatrième enfant et deuxième fils d'Edward Knatchbull-Hugessen, 1er baron Brabourne et de sa première épouse, Anna Maria Elizabeth Southwell. Il fait ses études au Collège d'Eton où il est dans le cricket XI de 1881 à 1883,,. Il étudie au King's College, Cambridge avec une bourse et remporte la bourse Pitt, obtenant un diplôme de première classe en classiques en 1886. Il est considéré comme un «érudit accompli», est «hautement distingué pour la médaille du chancelier» en 1887 et considéré comme «un linguiste moderne extraordinairement bon». Il publie L'évolution politique de la nation hongroise en 1908, un texte qui est devenu "un ouvrage standard sur le sujet".
Batteur droitier et gardien de guichet, il fait un total de 12 apparitions de cricket de première classe entre 1884 et 1886, principalement pour le côté universitaire. Il gagne un bleu en 1886 et joue également une fois pour le Kent County Cricket Club en 1884,.
Après avoir obtenu son diplôme, Knatchbull-Hugessen passe un an comme enseignant à Eton avant de suivre une formation d'avocat, étant appelé au barreau en 1890. Il hérite du titre de baron Brabourne en 1915, à la suite du décès de son neveu Wyndham Knatchbull-Hugessen. Il hérite également du titre de baronnet Knatchbull, de Mersham Hatch, après la mort d'un autre cousin, Wyndham Knatchbull, 12e baronnet, en 1917.
Knatchbull-Hugessen est un administrateur et plus tard le président de Consolidated Gold Fields d'Afrique du Sud et est avant tout un homme d'affaires. Il est mort en voyageant du Cap, où il a des intérêts commerciaux, à Londres à bord du SS Caernarvon Castle en février 1933 à l'âge de 69 ans,. Il est enterré en mer, mais est commémoré avec une tablette dans le cimetière de St Mary the Virgin à Smeeth dans le Kent. Son fils Michael Knatchbull lui succède comme 5e baron Brabourne.

## Famille
Il épouse, le 8 novembre 1893, Helena Regina Frederica Flesch von Brunningen, fille de Hermann Flesch von Brunningen et de Caroline Strasser. Ils ont un fils :
- Michael Knatchbull (8 mai 1895 - 23 février 1939) épouse Doreen Browne (29 mai 1896 - 28 août 1979) dont descendance.

## Distinctions
- Médaille du jubilé d'or de Victoria (21 juin 1887)
- Médaille du jubilé de diamant de Victoria (20 juin 1897)
- Médaille du couronnement du roi Édouard VII (26 juin 1902)
- Médaille du couronnement du roi George V (30 juin 1911)